# Мейер, Лодевейк

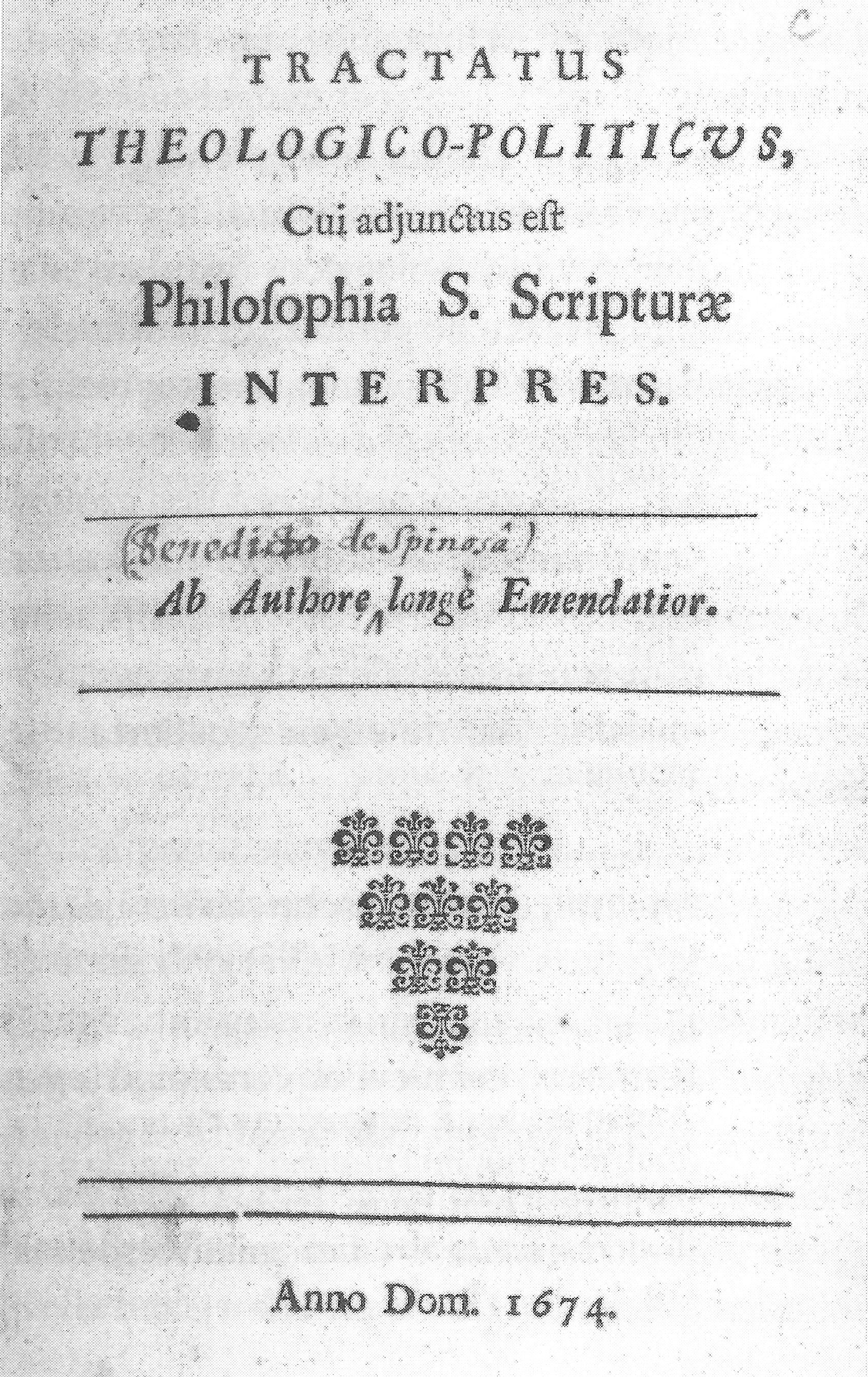
Страница богословско-политического трактата Philosophia S. Scripturae, 1674 г.

Лодевейк Мейер (крещён 18 октября 1629, Амстердам — похоронен 25 ноября 1681, там же) — голландский врач, философ, переводчик, лексикограф, драматург.
Радикальный деятель Эпохи Просвещения. Один из самых видных членов окружения философа Б. Спинозы.

## Биография
Родился в богатой лютеранской семье, получил классическое образование для того времени в Athenaeum Illustre , затем посещал Лейденский университет, где изучал латынь и медицину (1654—1660). Во время учёбы в университете познакомился с идеями Декарта, а также учениями выдающихся сторонников картезианской философии, таким как Гейлинкс, общался с Франциском Ван Ден Энденом и Генри Ольденбургом.
После 1660 года Лодевейк вернулся в Амстердам, который не покидал до конца своей жизни, и где он встретился со знаменитым врачом и латинистом Й. Бауместером и, прежде всего, с философом Б. Спинозой, с которым всю жизнь был в переписке, о которой сохранилось только одно письмо от июня 1665 г. В этом письме Спиноза пишет, что ценит Мейера как опытного латиниста и как прекрасного знатока важнейших философских вопросов.
Твёрдо убежденный в миссии философии, как инструмента изменения общества и мира, Мейер с энтузиазмом придерживался возможностей, предлагаемых картезианским методом, но не разделял с великим философом его разделение на две субстанции материи и духа .
Анонимно опубликовал сочинение Philosophia S. Scripturae Interpres, которое первоначально была приписано Спинозе и вызвала фурор среди проповедников и богословов своими заявлениями о том, что Библия во многих местах была непрозрачной и двусмысленной; эта философия была единственным критерием для толкования ключевых моментов в таких отрывках. Сразу после смерти Мейера его друзья рассказали, что он был автором запрещённого труда.